# Larkhill
Larkhill är en by i Wiltshire distrikt i Wiltshire grevskap i England. Byn är belägen 14,2 km 
från Salisbury. Orten har 2 514 invånare (2016).